# Боркен (Хесен)
Боркен (њем. Borken) град је у њемачкој савезној држави Хесен. Једно је од 27 општинских средишта округа Швалм-Едер. Према процјени из 2010. у граду је живјело 13.042 становника. Посједује регионалну шифру (AGS) 6634001, NUTS (DE735) и LOCODE код.

## Географски и демографски подаци
Боркен се налази у савезној држави Хесен у округу Швалм-Едер. Град се налази на надморској висини од 205 метара. Површина општине износи 82,3 km². У самом граду је, према процјени из 2010. године, живјело 13.042 становника. Просјечна густина становништва износи 158 становника/km².

## Међународна сарадња
| Мјесто  | Држава    | Врста сарадње | Од    |
| ------- | --------- | ------------- | ----- |
| Кесег   | Мађарска  | партнерство   | 2001. |
|         | Пољска    | партнерство   | 2001. |
|         | Француска | партнерство   | 1970. |
|         | Француска | партнерство   | 1964. |
|         | Француска | партнерство   | 1966. |
| Хитшлаг | Аустрија  | пријатељство  | 2000. |
| Извор   |           |               |       |